# 巴特霍夫加施泰因
巴特霍夫加施泰因（德语：Bad Hofgastein）是一座奧地利的城鎮，位於該國中部，由薩爾茨堡州負責管轄，面積103.73平方公里，海拔高度859米，是著名的滑雪勝地，2017年1月1日人口6,909。它是一个疗养城镇，也是一个夏季和冬季体育胜地。

## 地理
巴特霍夫加施泰因位于萨尔茨堡州蓬高地区的加施泰因谷。

### 行政分划
巴特霍夫加施泰因由10个区组成。

### 周边镇
向北为多夫加施泰因，向西为劳里斯，向东为大阿尔，向南为巴特加斯泰因，向东南为许奇拉格。

## 历史
巴特霍夫加施泰因的历史可以追溯到古罗马时期。当时这里是一个金银矿中心。由于它位于整个山谷最宽的地方，它也成为加施泰因谷的中心。整个山谷的第一座教堂和法庭位于巴特霍夫加施泰因。
在中世纪旺期巴特霍夫加施泰因是意大利、奥地利和德国之间的一个贸易中心。从意大利运来的水果、葡萄酒和其它产品在这里换成金银。13世纪巴特霍夫加施泰因获得设置市场的权利。
894年镇上建造了一座小教堂，这座教堂今天哥特式的建筑风格是15世纪形成的。
金的价值下跌、自然灾害、1574年爆发的鼠疫以及三十年战争中社会和宗教的搏斗导致巴特霍夫加施泰因彻底被毁。

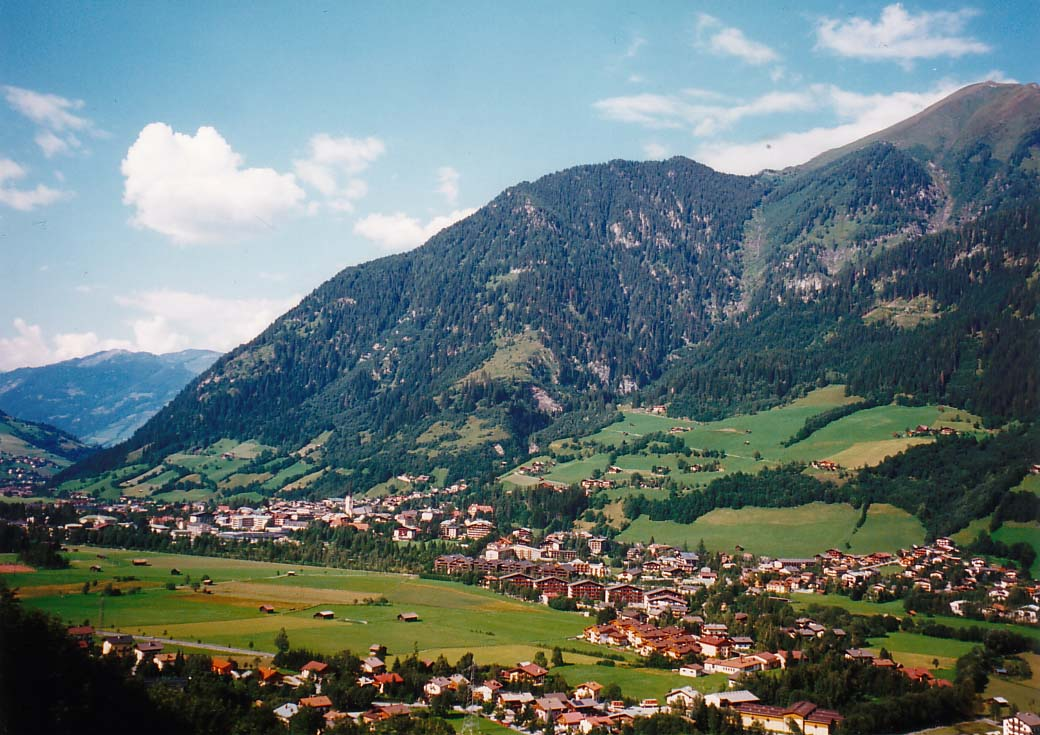
从巴特霍夫加施泰因最高的区向北看整个镇

1807年萨尔茨堡大主教领地被取消，当地并入奥地利后巴特霍夫加施泰因成为一个疗养地再次兴荣。1820年奥地利皇帝弗朗茨一世授予巴特霍夫加施泰因“永久”使用巴特加施泰因温泉水的权利。巴特加施泰因的自然泉源爆满，由于大水本来计划在那里建造的疗养院没有能够造成。一开始当地的浴池主人用马车装水桶把泉水运到巴特霍夫加施泰因的浴池。用水管运送泉水的计划早在大主教领地的时候就已经有了。1825年6月这个计划开工，但是一直到1828年8月23日皇帝才批准了这个工程。1828年34名镇民组成一个股份公司筹资建造。从1828年到1830年用2235颗松树的树干造成了一条7250米长的水管，平均每颗树干长3.24米，树干里钻约13厘米的洞。这条水管部分在地面上，部分很浅地埋在地下。政府提供了500颗树干做为资助。这样每天可以有200立方米的水流下140米的落差。
从1843年开始地面上的木头管道被陶管道取代。当年372个木头管道被3000个陶管道（每个40厘米长）取代。水流一共要用2.25小时，然后用香木测试，水温在夏季即使在天气不好的情况下也只从47.5摄氏度降低到35摄氏度。在气温高的季节里水温太高，要放置10到12个小时让其温度降低。通过“分店”巴特霍夫加施泰因的经济大涨。为了感谢皇帝的支持1847年在镇中心建造了一座弗朗茨的塑像。随时间所有的木头管道都被陶管道取代。到1879年水流量提高了一倍。
今天每天1000立方米水被引到巴特霍夫加施泰因，它是整个山谷流量最高的温泉，其温度几乎达到摄氏47度。
从1828年开始当地可以使用疗养泉自称，从1936年开始它被称为巴特霍夫加施泰因。
2017年12月8日由于一周前发生的山崩约250立方米岩石被炸掉来保护镇上的建筑。

## 徽章
镇的徽章是上面的底色为金色，里面有自然色的斧头和榔头，下面的底色是银色，上面有自然颜色的木浴盆。

## 政治
从2009年开始巴特霍夫加施泰因的镇长是当地滑雪学校的主人，奥地利人民党人。镇议会有25名议员，其中13名奥地利人民党人、10名奥地利社会民主党人、两名自由党人。2005年镇上有7009名居民。

## 宗教
镇上有一座1498年至1507年间建造的天主教教堂和一座1960年建造的新教教堂。

## 文化和名胜
镇上有一座比较古老的天主教教堂和一座小宫殿。

## 经济和基础建设
巴特霍夫加施泰因是一个举世闻名的疗养和冬季体育胜地。每年有约14.5万游客来访，镇上有疗养、会议、庆祝设施，在镇中心的人行街上有商店、旅店、咖啡店和饭店。巴特霍夫加施泰因尤其以阿尔卑斯山温泉疗养和镭温泉疗养闻名。
巴特霍夫加施泰因的滑雪场有80千米雪道，5根索道。
此外镇上有120个农业企业，28个牧场和7200公顷牧场面积。

### 交通
巴特霍夫加施泰因的火车站离镇中心三千米。

## 外部連結
- Gasteinertal panoramas, See Gastein and come to feel Gastein